# Pohár vítězů pohárů 1989/1990
Sezóna 1989/90 Poháru vítězů pohárů byla 30. ročníkem tohoto poháru. Vítězem se stal tým UC Sampdoria.

## Předkolo
| Tým #1        | Celk. | Tým #2        | 1. zápas | 2. zápas |
| ------------- | ----- | ------------- | -------- | -------- |
| FC Černomorec | 3 - 5 | Dinamo Tirana | 3 - 1    | 0 - 4    |

## První kolo
| Tým #1            | Celk.    | Tým #2              | 1. zápas | 2. zápas      |
| ----------------- | -------- | ------------------- | -------- | ------------- |
| Real Valladolid   | 6 - 0    | Ħamrun Spartans FC  | 5 - 0    | 1 - 0         |
| Union Lucemburk   | 0 - 5    | Djurgårdens IF      | 0 - 0    | 0 - 5         |
| CF Os Belenenses  | 1 - 4    | Monaco              | 1 - 1    | 0 - 3         |
| Valur             | 2 - 4    | Dynamo Berlin       | 1 - 2    | 1 - 2         |
| Beşiktaş JK       | 1 - 3    | Borussia Dortmund   | 0 - 1    | 1 - 2         |
| Brann Bergen      | 0 - 3    | UC Sampdoria        | 0 - 2    | 0 - 1         |
| FK Torpedo Moskva | 6 - 0    | Cork City           | 5 - 0    | 1 - 0         |
| Slovan Bratislava | 3 - 4    | Grasshopper         | 3 - 0    | 0 - 4(prodl.) |
| RSC Anderlecht    | 10 - 0   | Ballymena United    | 6 - 0    | 4 - 0         |
| Barcelona         | 2 - 1    | Legia Warszawa      | 1 - 1    | 1 - 0         |
| Admira Wacker     | 3 - 1    | AEL Limassol        | 3 - 0    | 0 - 1         |
| Ferencváros       | 6 - 2    | FC Haka             | 5 - 1    | 1 - 1         |
| Panathinaikos     | 6 - 5    | Swansea City        | 3 - 2    | 3 - 3         |
| Dinamo Tirana     | 1 - 2    | FC Dinamo București | 1 - 0    | 0 - 2         |
| Groningen         | 3 - 1    | Ikast FS            | 1 - 0    | 2 - 1         |
| Partizan          | 6(v) - 6 | Celtic FC           | 2 - 1    | 4 - 5         |

## Druhé kolo
| Tým #1            | Celk.    | Tým #2              | 1. zápas | 2. zápas |
| ----------------- | -------- | ------------------- | -------- | -------- |
| Real Valladolid   | 4 - 2    | Djurgårdens IF      | 2 - 0    | 2 - 2    |
| Monaco            | 1(v) - 1 | Dynamo Berlin       | 0 - 0    | 1 - 1    |
| Borussia Dortmund | 1 - 3    | UC Sampdoria        | 1 - 1    | 0 - 2    |
| FK Torpedo Moskva | 1 - 4    | Grasshopper         | 1 - 1    | 0 - 3    |
| RSC Anderlecht    | 3 - 2    | Barcelona           | 2 - 0    | 1 - 2    |
| Admira Wacker     | 2 - 0    | Ferencváros         | 1 - 0    | 1 - 0    |
| Panathinaikos     | 1 - 8    | FC Dinamo București | 0 - 2    | 1 - 6    |
| Groningen         | 5 - 6    | Partizan            | 4 - 3    | 1 - 3    |

## Čtvrtfinále
| Tým #1              | Celk.       | Tým #2        | 1. zápas | 2. zápas       |
| ------------------- | ----------- | ------------- | -------- | -------------- |
| Real Valladolid     | 0 - 0(pen.) | Monaco        | 0 - 0    | 0 - 0 (prodl.) |
| UC Sampdoria        | 4 - 1       | Grasshopper   | 2 - 0    | 2 - 1          |
| RSC Anderlecht      | 3 - 1       | Admira Wacker | 2 - 0    | 1 - 1          |
| FC Dinamo București | 4 - 1       | Partizan      | 2 - 1    | 2 - 0          |

## Semifinále
| Tým #1         | Celk. | Tým #2              | 1. zápas | 2. zápas |
| -------------- | ----- | ------------------- | -------- | -------- |
| Monaco         | 2 - 4 | UC Sampdoria        | 2 - 2    | 0 - 2    |
| RSC Anderlecht | 2 - 0 | FC Dinamo București | 1 - 0    | 1 - 0    |

## Finále
| 9. května 1990 20:15      |                |                |                                                                      |
| UC Sampdoria              | 2 – 0 (prodl.) | RSC Anderlecht | Ullevi, Göteborg diváci: 20 013 rozhodčí: Bruno Galler (Switzerland) |
| Gianluca Vialli 105' 107' |                |                | Ullevi, Göteborg diváci: 20 013 rozhodčí: Bruno Galler (Switzerland) |

## Vítěz
| Pohár vítězů pohárů 1989/90 UC Sampdoria Gianluca Pagliuca, Moreno Mannini, Luca Pellegrini, Pietro Vierchowod, Amedeo Carboni, Giuseppe Dossena, Srecko Katanec, Fausto Pari, Giovanni Invernizzi, Gianluca Vialli, Roberto Mancini, Fausto Salsano, Attilio Lombardo Trenér: Vujadin Boškov |